# Santiago el Justo
Santiago o Jacobo el Justo (¿Nazaret?, inicios del siglo I-Jerusalén, 62 o 69 d. C.) fue un hermano de Jesús, una figura importante del cristianismo primitivo y líder de la comunidad (ekklēsia) judeocristiana de Jerusalén, que «ocupó un lugar central entre todas las iglesias». Se le designa en el Nuevo Testamento como Santiago, el hermano de Jesús y Santiago, el hermano del Señor.
Se conoce poco de su vida anterior a la crucifixión de Jesús. Pablo lo mencionó en sus epístolas como testigo de una de las apariciones de Jesús resucitado y lo consideró una de las tres «columnas» de la ekklēsia, junto con Cefas (Pedro) y Juan. Como líder y portavoz de la comunidad judeocristiana, el libro de los Hechos de los Apóstoles le atribuyó un papel decisivo como autor principal de las resoluciones del concilio de Jerusalén. El epíteto «Justo», adjunto a su nombre, se refiere a su estricta observancia de la Ley judía; en la última visita de Pablo a Jerusalén, Santiago lo convenció de realizar la limpieza ritual en el Templo de Jerusalén para probar su fe y negar los rumores de enseñar la rebelión contra la Torá.
La reputación e influencia de Santiago dentro del cristianismo primitivo y del judaísmo del Segundo Templo es mencionada por varias fuentes cristianas y por el historiador judeorromano Flavio Josefo, que afirman que fue ejecutado por orden del recién nombrado sumo sacerdote Ananías ben Ananías. El motivo exacto de la ejecución es objeto de debate.

### Las epístolas paulinas (c. 50-57 d. C.)

#### La epístola a los gálatas
La epístola de Pablo a los gálatas contiene probablemente las referencias más antiguas a «Santiago, el hermano del Señor» (Ἰάκωβον τὸν ἀδελφὸν τοῦ κυρίου). En la primera, Pablo describe su primer viaje a Jerusalén tras su conversión (c. 36-38), en Gálatas 1:15-20:
Pero cuando agradó a Dios, que me apartó desde el vientre de mi madre, y me llamó por su gracia, revelar a su Hijo en mí, para que yo le predicase entre los gentiles, no consulté en seguida con carne y sangre, ni subí a Jerusalén a los que eran apóstoles antes que yo; sino que fui a Arabia, y volví de nuevo a Damasco. Después, pasados tres años, subí a Jerusalén para ver a Pedro, y permanecí con él quince días; pero no vi a ningún otro de los apóstoles, sino a Santiago el hermano del Señor. En esto que os escribo, he aquí delante de Dios que no miento.
La siguiente referencia describe la segunda visita paulina a Jerusalén (c. 48-49), en el contexto del «Concilio Apóstolico», debido al surgimiento de la controversia de la circuncisión, en Gálatas 2:1-10:
Después, pasados catorce años, subí otra vez a Jerusalén con Bernabé, llevando también conmigo a Tito. Pero subí según una revelación, y para no correr o haber corrido en vano, expuse en privado a los que tenían cierta reputación el evangelio que predico entre los gentiles. Mas ni aun Tito, que estaba conmigo, con todo y ser griego, fue obligado a circuncidarse; [...] Antes por el contrario, como vieron que me había sido encomendado el evangelio de la incircuncisión, como a Pedro el de la circuncisión [...], y reconociendo la gracia que me había sido dada, Santiago, Cefas y Juan, que eran considerados como columnas, nos dieron a mí y a Bernabé la diestra en señal de compañerismo, para que nosotros fuésemos a los gentiles, y ellos a la circuncisión. [...]
La última referencia a Santiago en la epístola ocurre inmediatamente después, en la descripción del «incidente de Antioquía» entre Pedro y Pablo (c. 50), en Gálatas 2:11-21:
Pero cuando Pedro vino a Antioquía, le resistí cara a cara, porque era de condenar. Pues antes que viniesen algunos de parte de Santiago, comía con los gentiles; pero después que vinieron, se retraía y se apartaba, porque tenía miedo de los de la circuncisión. Y en su simulación participaban también los otros judíos, de tal manera que aun Bernabé fue también arrastrado por la hipocresía de ellos. Pero cuando vi que no andaban rectamente conforme a la verdad del evangelio, dije a Pedro delante de todos: Si tú, siendo judío, vives como los gentiles y no como judío, ¿por qué obligas a los gentiles a judaizar? [...]

#### La primera epístola a los corintios
La primera epístola a los corintios, escrita alrededor de los años 53-54, contiene dos referencias a Santiago. La primera, de forma general, se refiere a los «hermanos del Señor», cuando Pablo contrasta su actividad misionera (junto con Bernabé) con la de los demás apóstoles (1 Corintios 9:5-6):
¿No tenemos derecho de traer con nosotros una hermana por mujer como también los otros apóstoles, y los hermanos del Señor, y Cefas? ¿O sólo yo y Bernabé no tenemos derecho de no trabajar?
La segunda referencia se encuadra dentro de un credo cristiano pre-paulino sobre las apariciones de Jesús resucitado, probablemente procedente de la comunidad apostólica de Jerusalén, una tradición que Pablo heredó «de sus mayores en la fe en relación con la muerte, sepultura y resurrección de Jesús» (1 Corintios 15:3-8):
Porque primeramente os he enseñado lo que asimismo recibí: Que Cristo murió por nuestros pecados, conforme a las Escrituras; y que fue sepultado, y que resucitó al tercer día, conforme a las Escrituras; y que apareció a Cefas, y después a los doce. Después apareció a más de quinientos hermanos a la vez, de los cuales muchos viven aún, y otros ya duermen. Después apareció a Santiago; después a todos los apóstoles; y al último de todos, como a un abortivo, me apareció a mí.

### Los Evangelios y Hechos (c. 70-90 d. C.)

#### Evangelios sinópticos

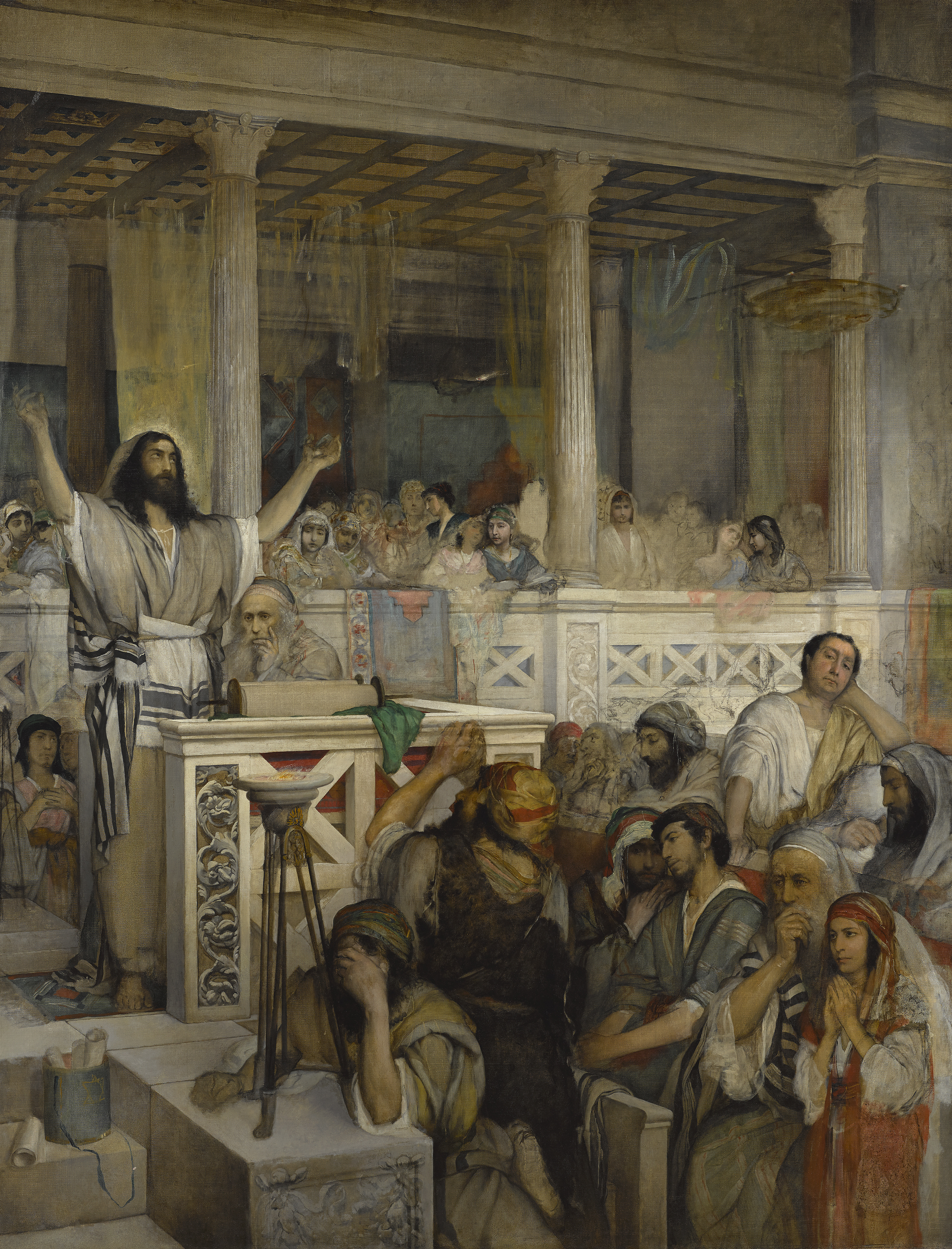
Cristo predicando en la Sinagoga, de Maurycy Gottlieb (1878-79). La tradición sinóptica enlista a los hermanos de Jesús durante su predicación en la sinagoga de Nazaret.

El Evangelio de Marcos, considerado el primero en ser escrito, contiene 3 referencias a la familia de Jesús. Las dos primeras se encuentran encuadradas en una misma narrativa, separadas por la discusión de Jesús con los escribas (Marcos 3:20-21, 31-35).
Y vinieron a casa. Y se agolpó de nuevo la gente, de modo que ellos ni aun podían comer pan. Cuando lo oyeron los suyos, vinieron para prenderle; porque decían: Está fuera de sí.
Vienen después sus hermanos y su madre, y quedándose afuera, enviaron a llamarle. Y la gente que estaba sentada alrededor de él le dijo: Tu madre y tus hermanos están afuera, y te buscan. Él les respondió diciendo: ¿Quién es mi madre y mis hermanos? Y mirando a los que estaban sentados alrededor de él, dijo: He aquí mi madre y mis hermanos. Porque todo aquel que hace la voluntad de Dios, ése es mi hermano, y mi hermana, y mi madre.
La primera mención de la familia de Jesús constituye material único de Marcos, es decir, omitido por los otros evangelios sinópticos. El evangelio describe la acusación contra Jesús de locura («Está fuera de sí»), vinculada con la de los escribas sobre una relación con Beelzebú (Marcos 3:22-30). La segunda mención, contenida en los evangelios de Mateo (Mateo 12:46-50) y de Lucas (Lucas 8:19-21), describe el rechazo de Jesús a su madre y a sus hermanos, representando a sus seguidores como sus verdaderos parientes, al cumplir la voluntad de Dios.
La tercera referencia describe la reacción de los oyentes en la sinagoga ante la predicación de Jesús (Marcos 6:2-4):
Y llegado el día de reposo, comenzó a enseñar en la sinagoga; y muchos, oyéndole, se admiraban, y decían: ¿De dónde tiene éste estas cosas? ¿Y qué sabiduría es esta que le es dada, y estos milagros que por sus manos son hechos? ¿No es éste el carpintero, hijo de María, hermano de Santiago, de José, de Judas y de Simón? ¿No están también aquí con nosotros sus hermanas? Y se escandalizaban de él. Mas Jesús les decía: No hay profeta sin honra sino en su propia tierra, y entre sus parientes, y en su casa.
En este pasaje, el único de los Evangelios que menciona a Santiago por nombre, Marcos describe el rechazo de Jesús por sus vecinos, quienes «admiran su sabiduría, pero disputan sus poderes milagrosos porque conocen a su familia». El pasaje paralelo de Mateo (Mateo 13:54-57) conserva la referencia a Santiago y añade «¿No es éste el hijo del carpintero?», pero omite el rechazo de Jesús «entre sus parientes»; en el de Lucas (Lucas 4:22-24) no se menciona a los parientes de Jesús.

#### Hechos
Si bien Santiago no es mencionado por nombre en el Evangelio de Lucas, los Hechos de los Apóstoles (la segunda parte de la obra denominada actualmente Lucas-Hechos) le atribuyen un papel importante dentro de la comunidad (judeocristiana) de Jerusalén. En la apertura del libro, Santiago es aludido (dentro de los «hermanos» de Jesús) junto con los Apóstoles en el aposento alto, durante la elección del reemplazo de Judas Iscariote (Hechos 1:13-14):
Y entrados, subieron al aposento alto, donde moraban Pedro y Santiago, Juan, Andrés, Felipe, Tomás, Bartolomé, Mateo, Santiago hijo de Alfeo, Simón el Zelote y Judas hermano de Santiago. Todos éstos perseveraban unánimes en oración y ruego, con las mujeres, y con María la madre de Jesús, y con sus hermanos.
La primera mención explícita a Santiago en Hechos sucede poco después del martirio de Santiago el Mayor, «hermano de Juan» y la detención de Pedro a manos de Herodes Agripa I. Tras ser sacado de la cárcel, Pedro se comunica con la comunidad antes de irse (Hechos 12:17):
Pero él, haciéndoles con la mano señal de que callasen, les contó cómo el Señor le había sacado de la cárcel. Y dijo: Haced saber esto a Santiago y a los hermanos. Y salió, y se fue a otro lugar.
Hechos menciona nuevamente a Santiago, como una autoridad en la iglesia primitiva, en el registro del concilio de Jerusalén, convocado debido a la controversia sobre la circuncisión. Santiago es presentado como principal autor de la parte resolutiva de la reunión (Hechos 15:13-21, citando Amós 9:11-12):
Y cuando ellos callaron, Santiago respondió diciendo: Varones hermanos, oídme. Simón ha contado cómo Dios visitó por primera vez a los gentiles, para tomar de ellos pueblo para su nombre. Y con esto concuerdan las palabras de los profetas, como está escrito: «Después de esto volveré, y reedificaré el tabernáculo de David, que está caído; y repararé sus ruinas, y lo volveré a levantar, para que el resto de los hombres busque al Señor, y todos los gentiles, sobre los cuales es invocado mi nombre, dice el Señor, que hace conocer todo esto desde tiempos antiguos». Por lo cual yo juzgo que no se inquiete a los gentiles que se convierten a Dios, sino que se les escriba que se aparten de las contaminaciones de los ídolos, de fornicación, de ahogado y de sangre. Porque Moisés desde tiempos antiguos tiene en cada ciudad quien lo predique en las sinagogas, donde es leído cada día de reposo.
Después de esto, solamente hay una mención más de Santiago en Hechos, su encuentro con Pablo poco antes del arresto de este (Hechos 21:17-21):
Cuando llegamos a Jerusalén, los hermanos nos recibieron con gozo. Y al día siguiente Pablo entró con nosotros a ver a Santiago, y se hallaban reunidos todos los ancianos; a los cuales, después de haberles saludado, les contó una por una las cosas que Dios había hecho entre los gentiles por su ministerio. Cuando ellos lo oyeron, glorificaron a Dios, y le dijeron: Ya ves, hermano, cuántos millares de judíos hay que han creído; y todos son celosos por la ley. Pero se les ha informado en cuanto a ti, que enseñas a todos los judíos que están entre los gentiles a apostatar de Moisés, diciéndoles que no circunciden a sus hijos, ni observen las costumbres.

#### Evangelio de Juan

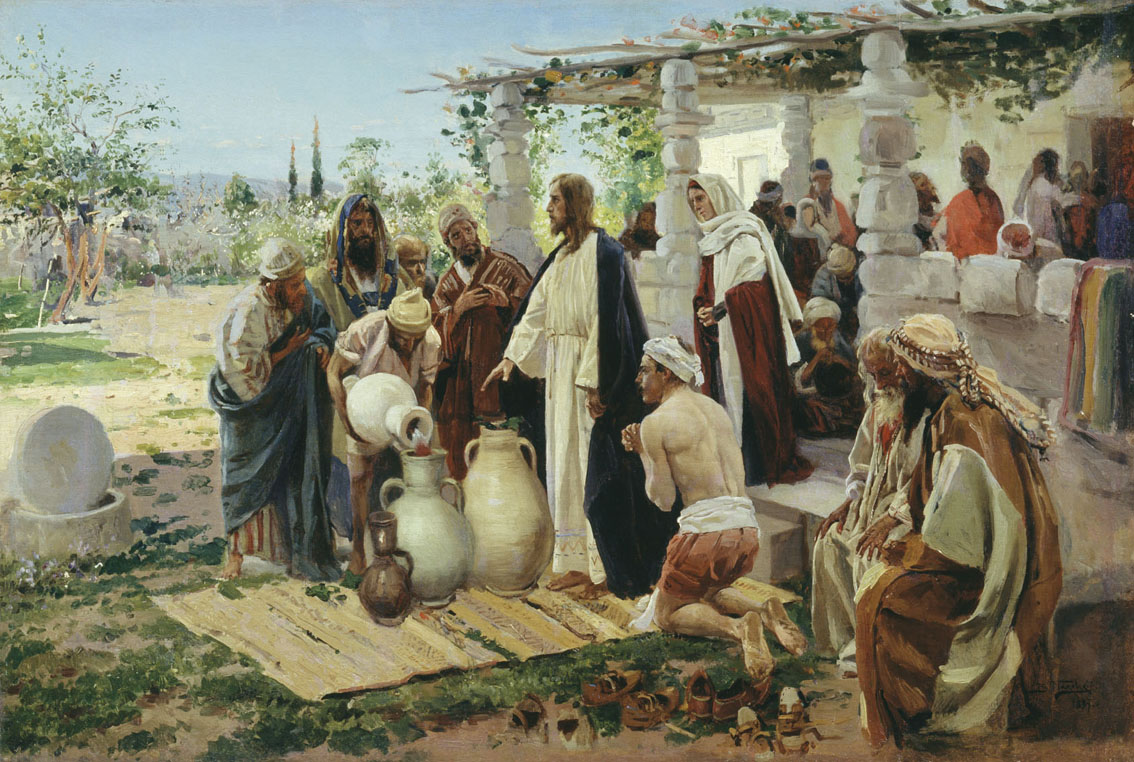
Milagro en Caná, de Vladímir Makovski (1887). El Evangelio de Juan se refiere a los hermanos de Jesús después de este episodio.

El Evangelio de Juan (considerado independiente de la tradición sinóptica) no menciona explícitamente a Santiago. Sin embargo, contiene 2 referencias a la familia de Jesús. Una se encuentra tras el episodio de las bodas de Caná, la primera señal realizada por Jesús (Juan 2:11-12):
Este principio de señales hizo Jesús en Caná de Galilea, y manifestó su gloria; y sus discípulos creyeron en él. Después de esto descendieron a Capernaum, él, su madre, sus hermanos y sus discípulos; y estuvieron allí no muchos días.
La siguiente referencia en Juan se enmarca en la discusión entre Jesús y sus hermanos, por la negativa del primero a ir a Jerusalén para la fiesta de los Tabernáculos (Juan 7:1-10):
Estaba cerca la fiesta de los judíos, la de los tabernáculos; y le dijeron sus hermanos: Sal de aquí, y vete a Judea, para que también tus discípulos vean las obras que haces. Porque ninguno que procura darse a conocer hace algo en secreto. Si estas cosas haces, manifiéstate al mundo. Porque ni aun sus hermanos creían en él. [...] Pero después que sus hermanos habían subido, entonces él también subió a la fiesta, no abiertamente, sino como en secreto.

### LasAntigüedades judíasde Josefo (c. 93-94 d. C.)
Josefo, en el libro 20 de Antigüedades judías, se refiere a la lapidación de «el hermano de Jesús, quien fue llamado Cristo, cuyo nombre era Santiago» por orden de Ananías ben Ananías, Sumo Sacerdote en ese momento. Si bien eruditos como Richard Carrier cuestionan la autenticidad del pasaje, la historicidad de este es «casi universalmente reconocida», al igual que la identificación de «el hermano de Jesús, llamado Cristo, cuyo nombre era Santiago» como Santiago el Justo. Richard Bauckham señala que el pasaje es considerado como el registro más históricamente fiable.
Informado el César de la muerte de Festo, envió a Albino como procurador de Judea. El rey privó del pontificado a José, y lo concedió a Ananías hijo de Ananías. [...] El joven Ananías que, como dijimos, recibió el sumo sacerdocio, era hombre de carácter severo y notable valor. [...] Siendo Ananías de este carácter, aprovechándose de la oportunidad, pues Festo había fallecido y Albino todavía estaba en camino, reunió al Sanedrín. Llamó a juicio al hermano de Jesús, quien era llamado Cristo, cuyo nombre era Santiago, y con él hizo comparecer a varios otros. Los acusó de ser infractores a la ley y los condenó a ser apedreados. [...]

### La epístola de Santiago

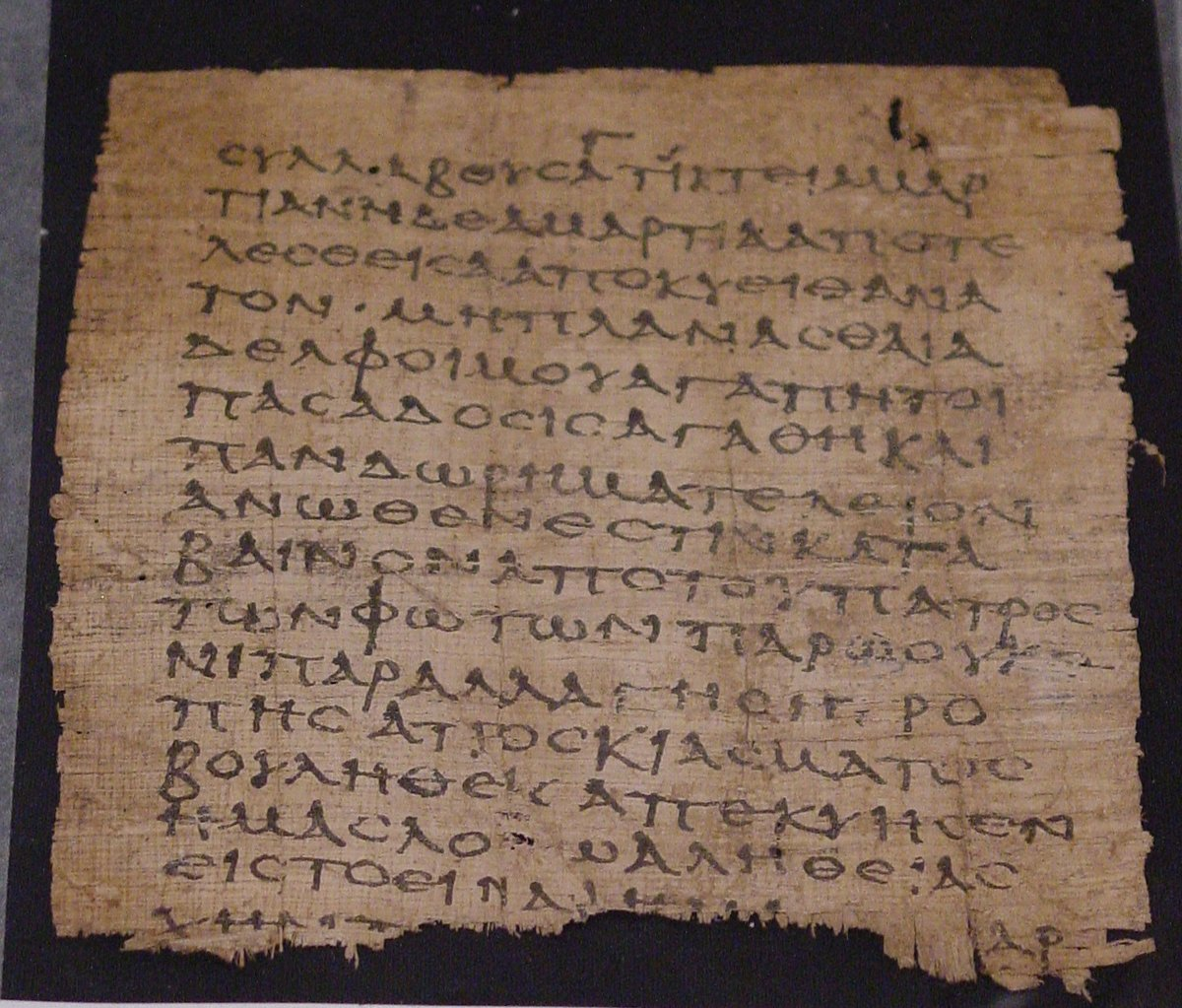
Epístola de Santiago 1:15-18, en el reverso del Papiro 23 (c. 250 d. C.).

El Nuevo Testamento incluye una obra que comienza diciendo «Santiago, siervo de Dios y del Señor Jesucristo, a las doce tribus que están en la dispersión. Salud» y que por ello se denomina Epístola de Santiago. Una tradición la atribuye a Santiago el Justo con el argumento de que si los destinatarios de la epístola debían reconocer al autor con tan pocas indicaciones, solo podía tratarse del famoso Santiago el Justo. Por el contrario, hoy día el consenso entre los estudiosos es que la epístola no fue escrita por él, sino por alguien bastante posterior, de la segunda o tercera generación de seguidores cristianos. Pese a ello, Tabor señala que la epístola es el texto canónico más cercano a lo que pudo haber sido el pensamiento original de Jesús de Nazaret y el de la comunidad de su hermano Santiago.
La epístola, aparte de la introducción, no está estructurada como una carta. Se trata principalmente de un tratado para una audiencia amplia que trata sobre la vida cristiana y el significado de las obras en relación con la fe. Por tanto, contiene enseñanzas sobre la moral y la ética cristianas, palabras de sabiduría y exhortaciones a los miembros y líderes de las congregaciones, a los que probablemente estaba destinada. Se la considera literatura sapiencial del Nuevo Testamento, similar a Proverbios o Sabiduría en el Antiguo Testamento.
En la carta, el cristianismo (aunque el término en sí mismo no aparece) es presentado no solo como un sistema de creencias, sino como una forma de vida.
Se advierte a los miembros de la iglesia que duden (Santiago 1:8; 4:8) y que no es posible ser amigos tanto del mundo como de Dios (Santiago 4:4). Describe la vida práctica de una iglesia, donde uno ora el uno por el otro y se confiesa sus pecados (Santiago 5:16), y donde uno se compromete a ayudar a los necesitados (Santiago 1:27). Es una guía sobre cómo actuar para recorrer el camino que conduce a la vida (Santiago 1:12) y cómo evitar el camino que conduce a la muerte (Santiago 5:19-20).
Uno de los énfasis principales en la carta es que «la fe, si no tiene obras, es muerta en sí misma» (Santiago 2:17, 26) y que «el hombre es justificado por las obras, y no solamente por la fe» (Santiago 2:24). Esto contradice lo que escribió Pablo, a saber, «que el hombre es justificado por fe sin las obras» (Romanos 3:28).Según Hartin, para Santiago (como para todos los demás judíos), la fe está viva solo a través de la observancia de la Torá; es decir, la fe está vacía y muerta a menos que se traduzca en acción, obras y hechos. Painter añade que no hay nada en la epístola que sugiera una relajación de las exigencias de la ley judía,y Bauckham afirma que «sin duda Santiago da por sentada la observancia de toda la ley por parte de sus lectores, mientras centra su atención en sus exigencias morales». Así, la epístola es única en el Nuevo Testamento por su apoyo explícito y sincero a la observancia de la Ley de Moisés.

### Los padres de la Iglesia (siglos II-IV)

#### Papías de Hierápolis
La primera referencia patrística a Santiago fue atribuida al padre apostólico Papías de Hierápolis (siglo II), procedente de uno de los fragmentos conservados de sus Exposiciones de los oráculos del Señor (fragmento X). Afirma que «María, esposa de Cleofás o Alfeo, fue madre del obispo y apóstol Santiago», identificándolo con Santiago el Menor. Sin embargo, Lighfoot describe que su estilo es muy tardío y sigue las palabras de Jerónimo de Estridón, quien no lo atribuyó a Papías. Señala que este pasaje no es obra del padre apostólico, sino de un «pseudo-Papías»: su homónimo Papías de Lombardía, procedente de su Elementarium Doctrinae Rudimentum, del siglo XI.

#### Orígenes de Alejandría
Orígenes de Alejandría (siglo III) se refiere a Santiago en dos ocasiones, citando las Antigüedades judías de Josefo en ambas. En su Comentario del Evangelio de Mateo, Orígenes afirma que el historiador judeorromano describió que los judíos atribuyeron la destrucción del Templo de Jerusalén a causa de la ira de Dios por la muerte de un hombre justo: «Santiago, el hermano de Jesús, llamado Cristo». Posteriormente, en su obra apologética Contra Celso, insiste en que Josefo explicó la destrucción de Jerusalén como consecuencia de la muerte de «Santiago el Justo, el hermano de Jesús, llamado Cristo», pero lo corrige diciendo que fue a causa de su hermano «Jesús, el Cristo de Dios».

#### Clemente de Alejandría
La fuente de la mayoría de referencias en la literatura patrística sobre Santiago es la Historia de la Iglesia, obra de Eusebio de Cesarea escrita en el siglo IV. Es la fuente más antigua existente que califica a Santiago como primer obispo de Jerusalén. En su primera mención, Eusebio se refiere al testimonio paulino de 1 Corintios 15:5-7, diciendo que Jesús «se apareció a Santiago (quien fue unos de los llamados hermanos del Salvador)». La siguiente referencia de Eusebio (2.1.5) señala que «Santiago, quien fue llamado hermano del Señor, porque fue llamado hijo de José» y «[a] quien los antiguos pusieron como sobrenombre Justo por su extraordinaria virtud» fue «escogido» como obispo de Jerusalén en el tiempo del martirio de Esteban. Inmediatamente después, cita en dos ocasiones a las Hipotiposis de Clemente de Alejandría (siglo II-III):
[Clemente, en el libro sexto de sus Hipotiposis, señala que:] Tras la ascensión de nuestro Salvador, Pedro, Santiago y Juan no buscaron preeminencia a causa de que eran más estimados por el Salvador, sino que eligieron a Santiago el Justo como obispo de Jerusalén. [En el libro séptimo de la misma obra, el autor realiza esta nueva declaración acerca de él:] Santiago el Justo, Juan y Pedro fueron instruidos por el Señor después de su resurrección con el más alto conocimiento. Ellos lo impartieron a los otros apóstoles, y los otros apóstoles a los Setenta, uno de los cuales era Bernabé. Había dos Santiagos, uno de ellos el Justo, quien fue arrojado desde el parapeto y golpeado hasta la muerte con una porra; el otro, el Santiago que fue decapitado.

#### Hegesipo de Jerusalén
Eusebio de Cesarea (2.23.1-2) relata el martirio de Santiago, «a quien los apóstoles entregaron el trono del episcopado de Jerusalén», tras el arresto de Pablo. Señala que «lo colocaron en el medio e intentaron hacerle negar la fe en Cristo ante todo el pueblo», pero que «con una voz libre [...] confesaba que nuestro Salvador y Señor Jesús es el hijo de Dios». Tras ello, asesinaron «a quien era considerado el más justo de todos, por la altura de sabiduría y piedad que había alcanzado». Como fuente, Eusebio cita a las Memorias de Hegesipo de Jerusalén (siglo II):
Sin embargo, es Hegesipo [...] quien expone más exactamente su vida; en el libro quinto de sus Memorias refiere lo siguiente: El control de la iglesia pasó, junto con los apóstoles, a Santiago, el hermano del Señor. A este todos le llaman «Justo» ya desde el tiempo del Señor y hasta nosotros, porque muchos se llamaban Santiago. No obstante, solo él fue santo desde el vientre de su madre; no bebió vino ni bebida fermentada; ni tocó carne; no pasó navaja alguna sobre su cabeza ni fue ungido con aceite; y tampoco usó del baño. Solo él tenía permitido introducirse en el Santo Lugar, porque su atuendo no era de lana, sino de lino. Asimismo, únicamente él entraba en el Santuario, donde se hallaba arrodillado y rogando por el perdón de su pueblo, de manera que se encallecían sus rodillas como las de un camello, porque siempre estaba prosternado sobre sus rodillas humillándose ante Dios y rogando por el perdón de su pueblo.
Asimismo, Hegesipo relata que los «escribas y fariseos» pidieron a Santiago persuadir a la gente que «no yerre acerca de Cristo». Sin embargo, él hizo todo lo contrario, proclamando a Jesús como el hijo de Dios, por lo que los judíos «subieron [al pináculo del Templo] y lanzaron abajo al Justo» y comenzaron a apedrearlo, y murió a causa de que «un batanero golpeó al Justo en la cabeza con el mazo que usaba para batir las prendas». La siguiente mención de Santiago (3.5.2) hace referencia a ese episodio: «Santiago, el primero después de la ascensión de nuestro Salvador que fue escogido para el trono episcopal, y quien murió del modo ya mencionado». Posteriormente, se refiere nuevamente (de forma indirecta) a Hegesipo, cuando relata el destino de la comunidad de Jerusalén tras la muerte de Santiago:
Tras el martirio de Santiago y la captura de Jerusalén que sucedió inmediatamente después, hay una firme tradición que los apóstoles y los discípulos del Señor que seguían vivos se reunieron [...] junto con quienes eran, según la carne, de la familia del Señor (pues muchos de ellos aún estaban vivos). Todos ellos deliberaron acerca de quién había de ser juzgado digno de la sucesión de Santiago, y por unanimidad todos pensaron que Simeón, hijo de Cleofás (mencionado en la narrativa evangélica) merecía el trono de la sede de Jerusalén. Él era, según se dice, un primo del Salvador, pues Hegesipo cuenta que Cleofás fue hermano de José.

### Los apócrifos del Nuevo Testamento (siglos II-IV)
La importancia de Santiago como uno de los principales fundadores del cristianismo (al ser hermano de Jesús y líder) no solo fue recogida en los textos que fueron declarados canónicos por los cristianos proto-ortodoxos, sino que aparece en otros escritos cristianos tempranos que actualmente se consideran apócrifos. Los principales documentos apócrifos que retomaron la figura de Santiago son:
- los Evangelios judeocristianos, principalmente el Evangelio de los hebreos;
- las pseudoclementinas, es decir los Reconocimientos y las Homilías, que tienen detrás documentos como el Kerygma Petrou y las Ascensiones de Santiago, de influencia judeocristiana, y que sobrevivieron gracias a citas y traducciones realizadas por padres de la Iglesia;
- los manuscritos de Nag Hammadi, de influencia cristiana gnóstica, mencionados por padres de la Iglesia y que fueron finalmente descubiertos en 1945.

#### Escritos judeocristianos
El Evangelio de los hebreos (siglo II), citado por Jerónimo de Estridón, es el principal documento judeocristiano que ilustra la veneración a la figura de Santiago. Contiene otro registro de la aparición de Jesús resucitado a su hermano ya mencionada por Pablo:
[El Evangelio llamado según los hebreos [...] dice después del relato de la resurrección del Señor:] Mas el Señor, después de haber entregado su lienzo al siervo del sacerdote, fue a donde Santiago y se le apareció. [Porque Santiago había hecho un voto de que no comería pan desde la hora en que bebió de la copa del Señor hasta tanto que le fuera dado verle de nuevo resucitado de entre los muertos y, de nuevo, un poco más tarde, dice:] Traed la mesa y el pan, dijo el Señor. [E inmediatamente se añade:] Trajo pan y lo bendijo y lo partió y se lo dio a Santiago el Justo y le dijo: Hermano mío, come tu pan, porque el Hijo del Hombre ha sido resucitado de entre los muertos.
Los Reconocimientos y las Homilías (siglo IV) forman parte del cuerpo de documentos atribuidos espuriamente a Clemente de Roma, cuya fuente se remonta a un escrito judeocristiano del siglo II denominado Peridoi Petrou o Kerygma Petrou (Circuitos de Pedro). Santiago el Justo juega en ellos un papel de líder supremo, al que Pedro y Clemente obedecen y reportan continuamente sus actividades. En las Homilías, una de las cartas atribuidas a Pedro llama a Santiago como «el señor y obispo de la santa iglesia»; y una de las cartas atribuidas a Clemente, le llama «Santiago, el obispo de obispos, quien gobierna en Jerusalén la santa iglesia de los hebreos y las que, por la providencia de Dios, han sido bien fundadas en todas partes».
Las Ascensiones de Santiago, incluidas en las pseudoclementinas, señalan que «[l]a iglesia en Jerusalén, que fue establecida por nuestro Señor, estaba creciendo mientras era dirigida con rectitud y sencillez por Santiago, a quien nuestro Señor nombró obispo». Más adelante, Santiago es denominado «cabeza de los obispos», mientras se refieren a una «cierta persona hostil», gentil y opositor de la Ley (alusión evidente a Pablo), que impide que el pueblo judío se convierta al cristianismo.

#### Escritos cristianos gnósticos
Varias de las obras gnósticas descubiertas en la biblioteca de Nag Hammadi afirman ser obra de Santiago el hermano de Jesús, como el Apócrifo de Santiago, el Primer y el Segundo Apocalipsis de Santiago.
El Apócrifo de Santiago (siglo III), gnóstico pero con un probable trasfondo judeocristiano, describe el liderazgo de Santiago en la iglesia y recoge palabras dichas por Jesús resucitado a él y a Pedro.
El Primer Apocalipsis de Santiago (siglo III), una obra gnóstica valentiniana y antijudía, con una fuente judeocristiana, aporta bastantes detalles sobre la vida de Santiago. Lo presenta como el «hermano del Señor», si bien afirma que no lo son «materialmente», y como «el Justo». Representa su autoridad sobre los Doce Apóstoles, ataca a Pablo, narra su éxodo a Pella (probablemente en referencia a la comunidad de Jerusalén en conjunto), etc. La obra armoniza las tradiciones que señalan a la crucifixión de Jesús y la muerte de Santiago como causas de la destrucción de Jerusalén (la «sede de los arcontes»), es decir, la victoria sobre las fuerzas de la oscuridad.
El Segundo Apocalipsis de Santiago (siglo II), obra gnóstica y judeocristiana que no es una continuación del Primer Apocalipsis, relata la revelación de Jesús resucitado a Santiago registrada por Mareim (a quien se le atribuye la obra) y Teudas (a quien nombra como padre de Santiago, esposo de María y pariente del propio Mareim). En la obra, Jesús llama «hermano mío» a Santiago, diciendo su madre que ambos fueron «nutridos» de la «misma leche» materna. Santiago es reconocido como la principal autoridad de la iglesia de Jerusalén y predice la destrucción de la ciudad a causa de los «jueces» que querían matarlo, describiendo al final el martirio de «el Justo».
El Evangelio de Tomás (siglo II), otro de los escritos de Nag Hammadi, redactado bajo el nombre del apóstol del mismo nombre, afirma que «Jesús el Viviente» nombró a Santiago líder de sus discípulos (logion 12):
Los discípulos dijeron a Jesús: «Sabemos que tú vas a alejarte de nosotros. ¿Quién será nuestro líder?». Jesús les dijo: «Donde sea que ustedes se encuentren, deben ir donde Santiago el Justo, por cuya causa los cielos y la tierra llegaron a existir».

### El Talmud (siglos II-III)
Eisenman identifica a un personaje llamado Ya'akov de Kefar Sekhanya como Santiago el Justo. Existen dos versiones (una en Tosefta Hullin 2:24, la otra en Avodah Zarah 16b-17a) sobre el destino de Eliezer ben Hircano, arrestado y posteriormente llevado a juicio bajo sospecha de minut (herejía). El cargo fue desestimado cuando el gobernador confundió el comentario de Eliezer de que confiaba en el juez (Dios) como una referencia a sí mismo. Posteriormente, cuando se sintió abrumado por la depresión al ser llamado min, recordó un incidente que ocurrió en el área de Séforis, no lejos de Nazaret. Había tenido un encuentro casual con un tal Ya'akov de Kefar Sekhanya (quien se llamaba a sí mismo un discípulo de Jesús el Nazareno), donde experimentó placer al escuchar un juicio halájico dado en el nombre de Yeshua ben Pantira/Yeshu ha-Notsrí (Jesús de Nazaret).
La relación ambivalente entre los judíos rabínicos y los cristianos primitivos (durante la separación de ambas religiones) parece ser descrita en los episodios de Ya'akov, donde tanto «en un caso como en el otro, actúa básicamente como un misionero cristiano utilizando todas sus capacidades», contando con el hecho de que Jesús dio autoridad a sus seguidores para tratar enfermedades y que sus primeros discípulos sanaron a los enfermos en su nombre. Sin embargo, estudiosos como Mimouni sostienen que los términos imprecisos del Talmud dificultan identificarlo con Santiago el Justo.

### Otras fuentes
En las listas existentes del Pseudo-Hipólito de Roma, Doroteo de Tiro, el Chronicon Paschale y Demetrio de Rostov, Santiago el Justo es mencionado como es el primero de los Setenta Apóstoles. Sin embargo, la Enciclopedia Católica afirma que «estas listas son lamentablemente inútiles».

## Identificación
El nombre «Santiago» es la variante más común al español del nombre griego Iákōbos (Iάκωβος, traducido comúnmente como «Jacobo»), la traducción del nombre hebreo Ya'akov (יעקב, traducido comúnmente como «Jacob»). En el judaísmo del siglo I, «Jacob» era un nombre muy popular, debido a su vinculación al tercer patriarca, el padre de las doce tribus de Israel. Varios personajes llevan el nombre de Iákōbos («Santiago») en el Nuevo Testamento:
- Santiago, hijo de Zebedeo, hermano de Juan (Marcos 1:19), ambos parte de los Doce Apóstoles (Marcos 3:17, Mateo 10:3, Lucas 6:14 y Hechos 1:13).
- Santiago, hijo de Alfeo, otro de los Doce Apóstoles (Marcos 3:18, Mateo 10:3, Lucas 6:15 y Hechos 1:13).
- Santiago «el menor» o «el pequeño» (Marcos 15:40).
- Santiago, el padre de otro de los Doce Apóstoles, Judas (Lucas 6:16 y Hechos 1:13).
- El autor de la epístola de Santiago (Santiago 1:1).
- El hermano del autor de la epístola de Judas (Judas 1:1).
- Santiago, el hermano del Jesús o del Señor (nombrado posteriormente como «el Justo») (Marcos 6:3, Mateo 13:55, Hechos 12:17; 15:13; 21:18, Gálatas 1:19; 2:9, 12 y 1 Corintios 15:7).

Varios de los individuos mencionados pueden ser en realidad la misma persona. Por ejemplo, en la tradición cristiana, Jerónimo de Estridón relacionó a Santiago, el hermano del Señor con el hijo de Alfeo y «el menor»; varios padres de la Iglesia identificaron al autor de la epístola de Santiago y al hermano del autor de la epístola de Judas como Santiago el Justo; etc.
Los dos «Santiago» más importantes en el Nuevo Testamento fueron Santiago, hijo de Zebedeo, quien fue decapitado por orden de Herodes Agripa I (Hechos 12:2) durante su persecución cerca de 44 d. C.; y Santiago, el hermano del Señor, posiblemente el más conocido en la Iglesia primitiva por ser uno de los líderes más importantes de la comunidad judeocristiana de Jerusalén (conocido en la tradición posterior como Santiago el Justo y Santiago de Jerusalén).

## Parentesco con Jesús

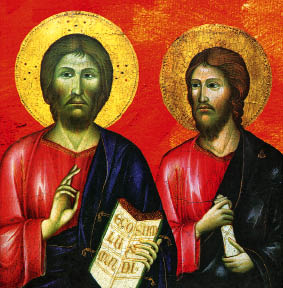
Ícono representando a Jesús (izquierda) y a su hermano Santiago (derecha) como gemelos.

Los textos cristianos primitivos mencionan ampliamente a Santiago «el hermano del Señor» o «el hermano de Jesús». La hermandad biológica fue la posición de los escritores Hegesipo (inicios del siglo II), Tertuliano (finales del siglo II), Helvidio (siglo IV) y Bonosio (siglo V). Sin embargo, el hecho de que los textos no se refirieran a él como «hijo de María» permitió el desarrollo de diversas interpretaciones.
A mediados del siglo II se escribió el Protoevangelio de Santiago, donde apareció por primera vez la tradición de que Santiago y sus hermanos eran hijos de un matrimonio anterior de José, mientras que Jesús era hijo de María, que permaneció virgen. La doctrina se hizo muy popular «debido a la creciente apreciación de la castidad en la piedad cristiana». Orígenes (siglo III) fue uno de sus seguidores más conocidos y su contemporáneo Hipólito de Roma se refirió a María como «siempre virgen». Por otro lado, a finales del siglo IV, Jerónimo escribió el tratado Contra Helvidio, donde interpretó que los «hermanos de Jesús» eran en realidad sus primos.
En el siglo III, la doctrina de la virginidad perpetua de María estaba bien establecida. Para entonces, la iglesia primitiva no aceptaba que María tuviera otros hijos aparte de Jesús. Ya para el siglo V, las posturas contrarias fueron declaradas como heréticas.

### Hermano de sangre más joven, hijo de María y José
La «teoría helvidiana», nombrada en honor a Helvidio (uno de los principales propagadores), sostiene que Santiago era hijo de María y de José, nacido después de Jesús. Esta posición encuentra entre sus defensores más antiguos a Hegesipo de Jerusalén (inicios del siglo II), posiblemente Ireneo de Lyon (mediados del siglo II) y Tertuliano (finales del siglo II). Es admitida por la inmensa mayoría de estudiosos y considerada la «inferencia más natural del Nuevo Testamento». Es la visión de varias Iglesias protestantes.
La interpretación señala que la palabra griega adelphos (ἀδελφός), clave en los pasajes de Santiago, se refiere siempre (cuando no es usada en sentido figurativo) a hermanos nacidos de los mismos padres o, al menos, de la misma madre. Nunca significa «hermanastro», «primo» o «sobrino». Los hermanos de Jesús casi siempre aparecen en compañía de María, lo que permite suponer que ella era su madre. El Evangelio de Mateo coloca a los hermanos de Jesús junto a su madre biológica María, no con su padre legal José, en las preguntas «¿No es éste el hijo del carpintero? ¿No se llama su madre María, y sus hermanos, Santiago, José, Simón y Judas?» (Mateo 13:55).
Por otro lado, la teoría continúa desarrollando su argumento sobre las «narrativas de la infancia» de Jesús. La expresión lucana «dio a luz a su hijo primogénito» (Lucas 2:7), si bien no implica la existencia de otros hijos, sí la sugiere. Además, la expresión mateana «[José] no la conoció hasta que dio a luz a su hijo primogénito» (Mateo 1:25) supone la existencia de relaciones conyugales después del nacimiento de Jesús. No obstante, la intención del autor de Mateo era enfatizar el carácter virginal del nacimiento, sin interés en la naturaleza de las relaciones posteriores entre José y María.

### Hermanastro mayor, hijo de José de un matrimonio anterior
La «teoría epifaniana», nombrada en honor a Epifanio de Salamina (uno de sus primeros defensores), sostiene que Santiago era el hermanastro mayor de Jesús, hijo de José y un matrimonio anterior. La evidencia más antigua para esta interpretación se encuentra en el Protoevangelio de Santiago, un evangelio apócrifo de mediados del siglo II. Este documento fue muy popular porque apoyaba la creencia (cada vez más extendida) de la virginidad perpetua de María. Fue adoptada por varios escritores cristianos, como Clemente de Alejandría, Orígenes y Eusebio de Cesarea. Esta teoría es minoritaria entre los estudiosos, si bien es sostenida por Bauckham y Chilton. Es la visión tradicional de algunas Iglesias protestantes, la Iglesia ortodoxa y el resto del cristianismo oriental.
La teoría es considerada como «arbitraria y gratuita», pues carece de sustento en las «narrativas de la infancia» evangélicas (que implican un primer matrimonio para José y María) y tiene su raíz en el Protoevangelio de Santiago, un documento que desconoce las costumbres judías de la época.

### Primo, hijo de una hermana de María
La «teoría jeronimiana», nombrada en honor a Jerónimo de Estridón (su primer defensor), sostiene que Santiago era primo de Jesús, hijo de una hermana de María. Este punto de vista fue expuesto en su tratado Contra Helvidio, una reacción a la propagación de la «teoría helvidiana». En respuesta a la identificación de «María la madre de Santiago el menor y de José» (Marcos 15:40) como María de Nazaret, Jerónimo comparó este texto con Juan 19:25 y argumentó que la María mencionada en Marcos en realidad era la hermana de la madre de Jesús, casada con Cleofás (a quien identificó con Alfeo). Así, Jerónimo concluyó que Santiago, «el hermano del Señor» era un primo de Jesús: Santiago, hijo de Alfeo (o Santiago el Menor).
La teoría de Jerónimo fue innovadora en su identificación pues, hasta ese momento, ningún texto había calificado a Santiago el Justo como «el menor» (ni el Nuevo Testamento, ni los textos apócrifos, ni las tradiciones previas a él); además, contradecía a Hegesipo, quien excluyó que Cleofás fuese padre de Santiago: al relatar los acontecimientos posteriores a la muerte del «hermano del Señor», señalaba que este fue sucedido por «el hijo de su tío, Simeón, hijo de Cleofás» quien fue llamado «un primo del Salvador».
Además, el asunto más importante para Jerónimo no era defender la identificación de María de Cleofás con «María la madre de Santiago el menor y de José», sino la virginidad perpetua de María. Posteriormente, en su Carta a Hebidia, consideraría que su identificación había sido errónea. Pese a ello, su teoría fue sostenida por Agustín de Hipona y otros exégetas posteriores, convirtiéndose en la visión tradicional de la Iglesia católica.
Una variante alternativa moderna mantiene a Santiago como primo de Jesús, señalando que José de Nazaret y Cleofás eran hermanos (siguiendo a Hegesipo), convirtiendo a María de Nazaret y María de Cleofás en cuñadas (siguiendo el análisis jeronimiano de Juan 19:25 e interpretando «hermana» como «cuñada»). Sin embargo, el propio Hegesipo diferenció entre «Santiago, el hermano del Señor» y «Simeón, hijo de Cleofás, [...] un primo del Salvador».

### Medio hermano más joven, hijo de María y un segundo marido
En una interpretación moderna, Tabor argumenta que, después de la muerte prematura y sin hijos de José, María se casó con Cleofás quien, como hermano menor de José, cumplió lo dictaminado por la ley del levirato. En este punto de vista, Cleofás y María engendraron a Santiago y a los otros hermanos, pero no a Jesús.

## Vida

### Primeros años

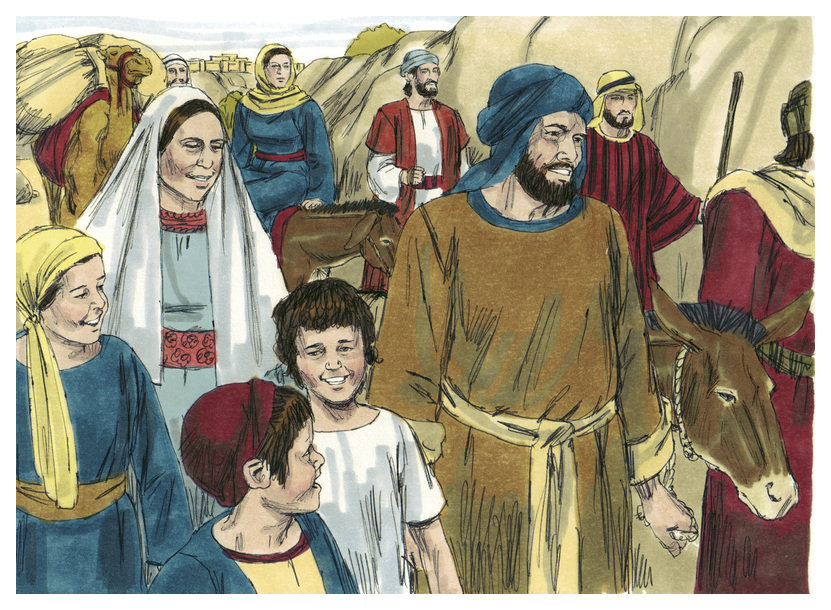
El viaje de la familia de Jesús al Templo de Jerusalén; las fuentes describen el estricto seguimiento de la Torá por parte de Santiago.

No sabemos prácticamente nada de Santiago antes de que surja como uno de los líderes de la Iglesia primitiva de Jerusalén. Las primeras referencias firmes sobre él «lo presentan como una figura clave, colocada en el centro de los conflictos fundamentales de la iglesia primitiva», pero proporcionan poca información. Probablemente nació poco después que su hermano (c. 4 a. C.), algunos años antes de o a inicios del siglo I. Con toda probabilidad, nació y pasó su infancia en Nazaret, una pequeña villa en la Baja Galilea con poco más de 500 habitantes, lugar de origen del resto de su familia. Sus padres lo llamaron «Santiago»; al igual que el de sus hermanos, su nombre evocaba a una figura bíblica: Jacob, el tercer patriarca y padre de las tribus de Israel. Pertenecía a una familia judía galilea tradicional, expectante de la salvación de Israel.
La ascendencia davídica de Santiago converge con la insistencia de los evangelios sinópticos en presentar a Jesús como descendiente de David. La pertenencia a la casa de David sería a través de su padre José, si bien es más probable que se remontara más a una firme tradición familiar. En todo caso, la sucesión de tipo dinástico en el liderazgo del posterior movimiento cristiano entre primos, hermanos o hijos (desde Juan el Bautista) refuerza la idea de «pertenencia a un linaje davídico» que explicaría «la posición preeminente de los miembros de la familia de Jesús» en la Iglesia primitiva; asimismo, sería la razón de la crucifixión de su primo Simeón de Jerusalén y la detención de los nietos de su hermano Judas. Por su madre María (prima de Elisabet y Zacarías), Santiago provenía de una familia sacerdotal. El pueblo de Nazaret aparece enlistado como un lugar de residencia de las familias sacerdotales que prestaban servicios en el Segundo Templo.
Pese a la ascendencia ilustre de su padre, José es presentado como un modesto tekton (tradicionalmente «carpintero», pero también puede significar «constructor») en un villa aislada, poblada más que todo por agricultores. Es posible que enseñara este oficio a sus hijos, formando así una pequeña empresa familiar; pudieron tomar parte activa en la reconstrucción de la cercana ciudad de Séforis y otras importantes localidades de Galilea. Por otro lado, no cabe esperar que su educación fuera muy diferente a la de su hermano Jesús (a menos que José favoreciera a su primogénito); la descripción de su celoso seguimiento de la Ley de Moisés y su discurso en el concilio de Jerusalén muestra un buen conocimiento de la Biblia hebrea, la Septuaginta y algún nivel de interpretación bíblica. Sea como fuere, como señala Casey, «José y María produjeron dos importantes líderes religiosos judíos, el mismo Jesús y su hermano Santiago».

### En el ministerio de Jesús

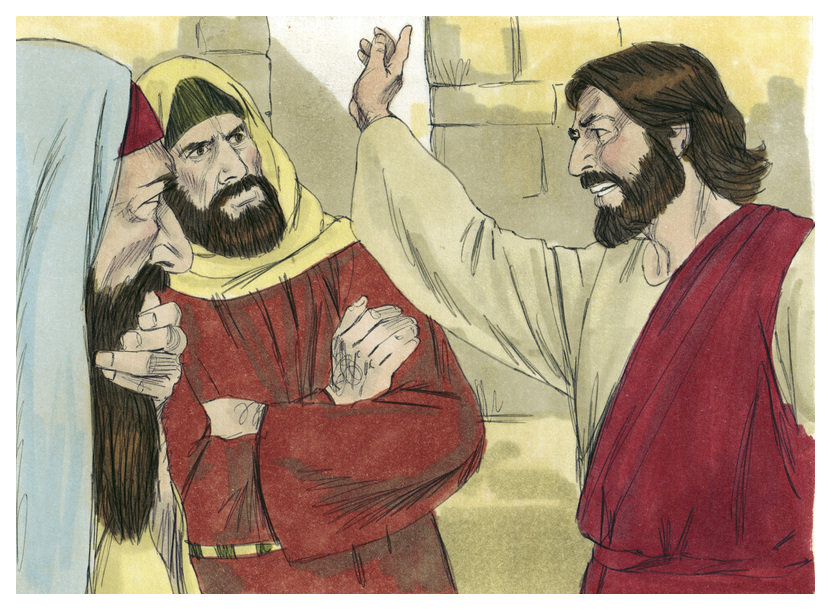
Enfrentamiento entre Jesús y los fariseos; Marcos describe el rechazo de Jesús por los escribas de Jerusalén y su propia familia.

Las principales fuentes del ministerio de Jesús, los Evangelios canónicos, se refieren a Santiago sin mucha simpatía. La relación de Jesús con sus hermanos es descrita como difícil, con alguna clase de disputa subyacente. No era algo extraño: en esa época era común que los líderes carismáticos extraordinarios entraran en conflicto con sus familias. La opinión común entre los estudiosos es que los hermanos de Jesús no fueron sus seguidores, al menos hasta su resurrección: sería la aparición de su hermano lo que «lo llevó a creer [a Santiago] que Jesús era el Mesías». No obstante, Painter afirma que no hay evidencia en contra de que Santiago, junto a su madre y sus otros hermanos, fueran adherentes al movimiento de Jesús; y Bauckham argumenta que «al menos al final de su ministerio, la familia de Jesús (probablemente Santiago incluido) se había unido a su movimiento». Pese a ello, Wright señala que «si Santiago hubiera sido un seguidor de Jesús, es muy improbable que la iglesia hubiera elaborado historias para decir, o al menos dar a entender, que no lo había sido».
En la primera referencia de Marcos, se describe que la familia de Jesús viene a buscarlo por temor a que esté loco («fuera de sí»), conectando ese episodio con la acusación de los escribas de que expulsaba demonios por obra de Satanás. Poco después, los sinópticos registran como Jesús rechaza ver a su madre y a sus hermanos, en favor de sus seguidores («todo aquel que hace la voluntad de Dios»). En otras interpretaciones, estudiosos como Pratscher consideran que el pasaje se entiende mejor como una expresión de distanciamiento y reserva, no una relación conflictiva. En forma minoritaria, Painter interpreta que en realidad fueron los Doce quienes quisieron apresarlo, no su familia; Bernheim considera que la imagen hostil de la familia de Jesús fue creada por Marcos. Chilton anota que Santiago es nombrado en primer lugar entre los hermanos de Jesús, pero dentro de la declaración de la multitud escéptica. Painter enfatiza en que el pasaje se refiere a la gente del pueblo que no creía en Jesús, sugiriendo que no excluye la posibilidad de que su madre o sus hermanos creyeran en él, sino que «no le dieron ningún honor».
En la primera referencia en Juan, la familia de Jesús es mencionada inmediatamente después de las bodas de Caná. La «presencia y función de la madre y los hermanos de Jesús en esta historia de milagros altamente simbólica no está exenta de problemas». Painter considera que la mención es completamente gratuita, ya que no son nombrados en las bodas propiamente dichas ni en los eventos posteriores; su alusión simplemente demuestra que «los hermanos fueron parte esencial del seguimiento de Jesús». Pratscher, por otro lado, señala que el pasaje constituye evidencia de la admiración hacia los parientes de Jesús dentro de las comunidades judeocristianas.
En la segunda referencia en Juan, se describe un enfrentamiento de Jesús con su familia, por negarse a viajar a Jerusalén para la fiesta de los Tabernáculos. El pasaje menciona explícitamente que «ni aun sus hermanos creían en él»; la mayoría de estudiosos señalan, por ello, que Santiago probablemente no fue un seguidor de Jesús, al menos hasta su aparición tras su resurrección. Brown y Bernheim sugieren que (mediante este pasaje) Juan critica a los judeocristianos, representados en los hermanos incrédulos de Jesús: observan sus señales milagrosas, pero no comprenden su divinidad. Painter sostiene que Juan se centra en el ocultamiento de Jesús, no en sus hermanos, representados como «seguidores falibles»; añade que incluso sus discípulos era falibles pues, posteriormente, se oponen a que Jesús vaya a Jerusalén (Juan 11:8-16). Bauckman, «en contra de la opinión habitual», afirma que Santiago estaba entre los discípulos que acompañaron a Jesús y aprendieron su enseñanza. Sin embargo, Wright concluye que Santiago pudo no ser seguidor de Jesús durante su ministerio público, pese a lo cual posteriormente fue una figura central.

### La aparición de Jesús resucitado

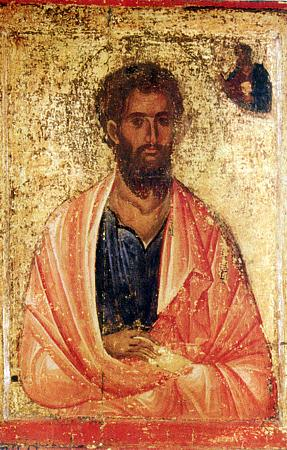
Santiago ocupaba el primer lugar en la iglesia de Jerusalén, legitimado por la aparición de su hermano resucitado.

La fuente cristiana más antigua que registra las apariciones de Jesús después de su resurrección es la primera epístola a los corintios. Esta enumera, aparentemente en orden cronológico, una primera aparición a Pedro, luego a «los Doce», luego a «más de quinientos hermanos a la vez», luego a Santiago (el hermano de Jesús), luego a «todos los apóstoles», y por último al propio Pablo (1 Corintios 15:3-8). La mención de la aparición a Santiago (no mencionada en los evangelios canónicos), planteada como fundamental y en oposición a la aparición a Pedro, es apoyada por las tradiciones subyacentes al Evangelio de los hebreos. Wright alega que fue esta referencia la que dio origen a la narrativa de la aparición en ese evangelio.
Santiago no fue un seguidor de Jesús durante su ministerio: la explicación de su conversión, de su posterior «importancia fundamental y de su jefatura sin rival» es que fue un «testigo original» de las apariciones. La devoción de Santiago a su hermano después de la resurrección lo convirtió en el líder cristiano más destacado en Jerusalén. Incluso Pedro, también legitimado por la aparición de Jesús y líder del primer grupo de seguidores (la ekklēsia de Jerusalén), fue eclipsado rápidamente por Santiago, quien se convirtió en la figura central del movimiento.
La creencia en la resurrección de los primeros seguidores de Jesús formó la proclamación de la ekklēsia primitiva. Las apariciones reforzaron el impacto que Jesús y su ministerio tuvieron en sus primeros seguidores, su interpretación dentro de un marco bíblico dio ímpetu a la devoción de Cristo y la creencia en la exaltación de Jesús. Las apariciones también llevaron a la reanudación de la actividad misionera de los seguidores de Jesús. La comunidad apostólica de Jerusalén, en torno a Santiago, desarrolló un credo (citado posteriormente por Pablo en su primera epístola a los corintios):
Que el Mesías murió por nuestros pecados, conforme a las Escrituras; y que fue sepultado, y que resucitó al tercer día, conforme a las Escrituras; y que apareció a Cefas, y después a los doce. Después apareció a más de quinientos hermanos a la vez, [de los cuales muchos viven aún, y otros ya duermen]. Después apareció a Santiago; después a todos los apóstoles; [y al último de todos, como a un abortivo, me apareció a mí].
Harnack propuso que las tradiciones reflejadas en el texto revelan las fórmulas rivales entre los seguidores de Pedro y Santiago en la comunidad, afirmando que Jesús se apareció primero a su líder. Lüdemann sigue a Harnack y afirma que el cambio de poder entre ambos sucedió entre la primera y la segunda visita de Pablo a Jerusalén. Price, en oposición a la posición mayoritaria, afirma que el pasaje es una interpolación y una evidencia de la primacía de la aparición a Santiago. Myllykoski se refiere a este texto como «piezas separadas de la tradición recogidas por Pablo». Painter señala que, si bien la tensión subyacente entre las «columnas» es notoria, ambos eran parte de la misión a los «de la circuncisión» y continuaron afirmando la autoridad de la ley judía.

### La formación de laekklēsiade Jerusalén

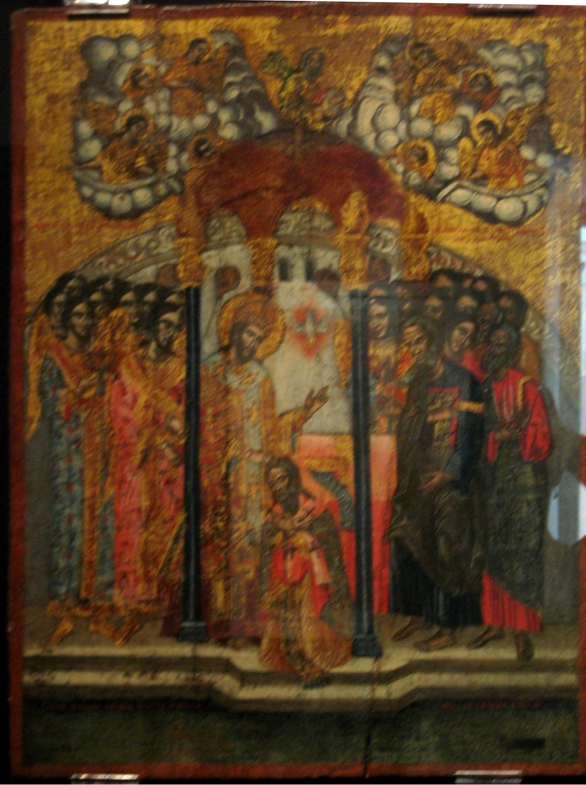
Consagración de Santiago como obispo de Jerusalén. Las fuentes son unánimes al describir que el hermano de Jesús fue el primer líder de la primera ekklēsia.

Myllykoski interpreta que, dado que los evangelios evidencian la tensión familiar entre Jesús y su familia, la presencia de sus hermanos «en el primer grupo núcleo de la comunidad de Jerusalén» debe implicar una especie de conversión. Wright señala que (dado que probablemente Santiago no fue seguidor de Jesús durante su ministerio) la explicación de su conversión, de su posterior «importancia fundamental y de su jefatura sin rival» es que vio a su hermano resucitado. Pratscher sugiere que Santiago no vio a Jesús resucitado inmediatamente después de Pascua, sino en algún momento entre las apariciones a Pedro y Pablo.
Painter, partiendo de su argumento de que los hermanos de Jesús no eran incrédulos, afirma que la aparición de Jesús a Santiago (y su posterior liderazgo entre sus seguidores) fue parte de una sucesión natural. Eisenman (en una visión minoritaria) sostiene que el pasaje es una sobreescritura en una tradición que informaba la elección de Santiago como líder de la comunidad, sucediendo a Jesús.
En la primera comunidad, los seguidores de Jesús eran esencialmente todos étnicamente judíos o judíos prosélitos. Los judeocristianos, como fieles judíos religiosos, continuaron asistiendo diariamente al Templo, practicaron la oración tradicional en el hogar judío, mostraron una observancia similar de la piedad judía tradicional (como el ayuno, la reverencia por la Torá y la observancia de los días santos judíos). Consideraron el «cristianismo» como una afirmación de todos los aspectos del judaísmo contemporáneo, con la adición de la creencia extra de que Jesús era el Mesías resucitado por Dios, como parte del cumplimiento de las Escrituras.
Las fuentes cristianas más antiguas, la epístola a los gálatas (Gálatas 1:19) de Pablo de Tarso y los Hechos de los Apóstoles (Hechos 12:17, 15:13, 21:18), atestiguan que Santiago fue el primer líder de la iglesia primitiva local de Jerusalén, y es considerado como el primer «Obispo de Jerusalén» en todas las listas eclesiásticas. La sospecha de anacronismo que se recaía en ese título dado a Santiago, como señala Painter, debe ser reconsiderada debido a la presencia de textos de la época (provenientes de la comunidad esenia de Qumrán) que atestiguan la existencia de un mebaqqer (intendente), término equivalente al título de obispo (épiskopos, es decir, intendente) atribuido a Santiago. Pese a ello, la conexión entre los esenios y los judeocristianos no está clara.

### El primer encuentro con Pablo

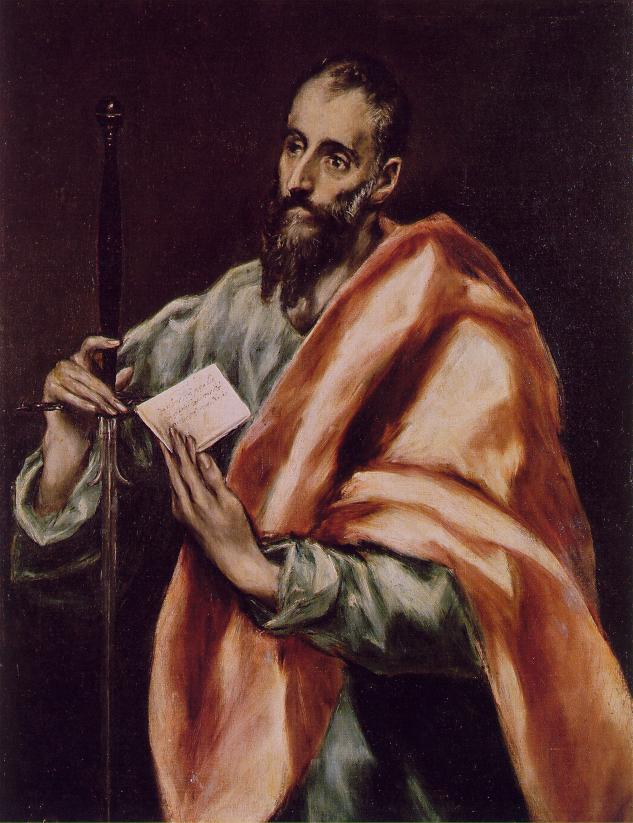
Pablo de Tarso fue el principal difusor del cristianismo entre los gentiles, comisionado en la aparición de Jesús resucitado.

Farmer sugiere que el objetivo de Pablo al visitar Jerusalén era consultar a Pedro, informarse sobre «la tradición de la iglesia hasta su fuente misma, es decir, a aquellos testigos oculares que primero la formularon cuidadosamente», para establecer su autoridad, apóstolica e independiente a la vez. Asimismo, Farmer argumenta que, si bien conocer a Santiago quizás no fue su objetivo inicial, la singular excepción en su mención («no vi a ningún otro de los apóstoles, sino») permite ver que él gozaba de una gran importancia en la mente de Pablo. Santiago, además de jugar un papel importante en la vida de la iglesia de Jerusalén, ejercía «influencia no solo en lugares tan lejanos como Antioquía, sino también en iglesias tan distantes de Jerusalén como las de la importante provincia romana de Galacia».
Por su parte, Hartin reconoce que Pedro es sin duda el líder del grupo, pero sostiene que el papel de Santiago (distinto al de Pedro) era el de líder de la iglesia de Jerusalén, que «este [papel] no es algo que él haya heredado repentinamente de Pedro», sino que ya lo estaba ejerciendo incluso cuando Pedro todavía estaba presente en Jerusalén.
Según Painter, la mención de los «hermanos del Señor» es secundaria a la argumentación de Pablo: los «de la circuncisión» viajaban con sus esposas y eran apoyados, mientras que los «de la incircuncisión» viajaban solos y necesitaban trabajar para mantenerse. El contexto de la referencia a los «hermanos del Señor» puede dar a entender que el mismo Santiago estaba casado y realizó viajes misioneros. Painter añade que la mención específica de Cefas (Pedro) se debió a que «cuando Pablo encontró oposición de la misión de la circuncisión en la Diáspora, estaba asociada con Pedro, aunque podría haber influencia de Santiago en el fondo».

### El arresto de Pedro

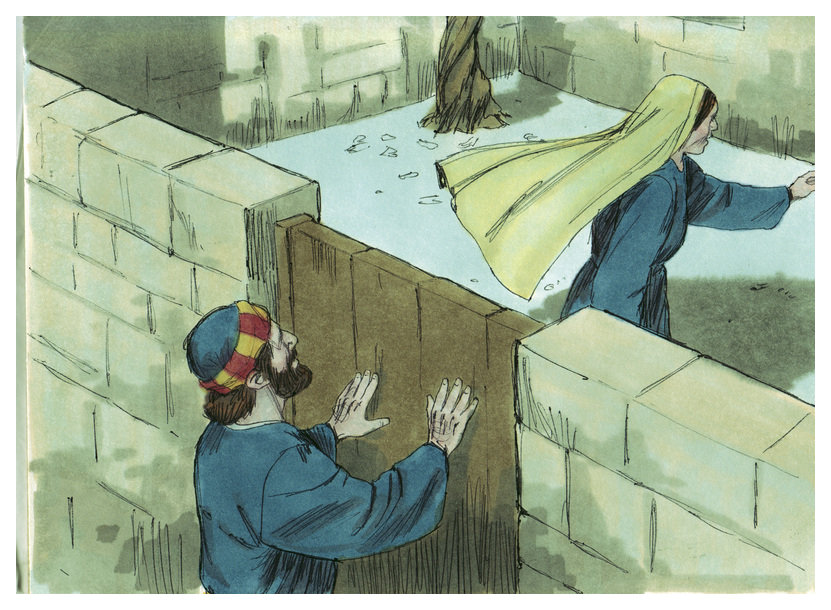
Tras salir de la cárcel y antes de abandonar Jerusalén, Hechos registra que Pedro solicitó que le dieran aviso a Santiago.

Myllykoski señala que (dado que Lucas relata justo antes la muerte de Santiago el Mayor) el Santiago mencionado por Pedro no es otro que el hermano de Jesús. Pratscher y Lüdemann señalan que Pedro escapó de la persecución abandonando Jerusalén y pasando el liderazgo de la comunidad a Santiago. Por el contrario, Painter señala que en el texto «nada es más natural que Pedro debe informar al líder», preguntándose además, «¿Por qué Pedro no retoma el liderazgo a su regreso a Jerusalén?». En esa línea, afirma que Santiago «destacó, desde el principio, como figura principal e influencia dominante». Eisenman afirma que Lucas menciona la figura ficticia de Santiago, el hermano de Juan para oscurecer el papel de Santiago, el hermano de Jesús.
Myllykoski concluye que «Lucas da por sentada la posición eminente de Santiago y no ofrece ninguna explicación sobre la estructura de liderazgo en la comunidad». La mayoría de estudiosos asumen que Santiago no es presentado «porque su autoridad es bien conocida».

### El incidente en Antioquía

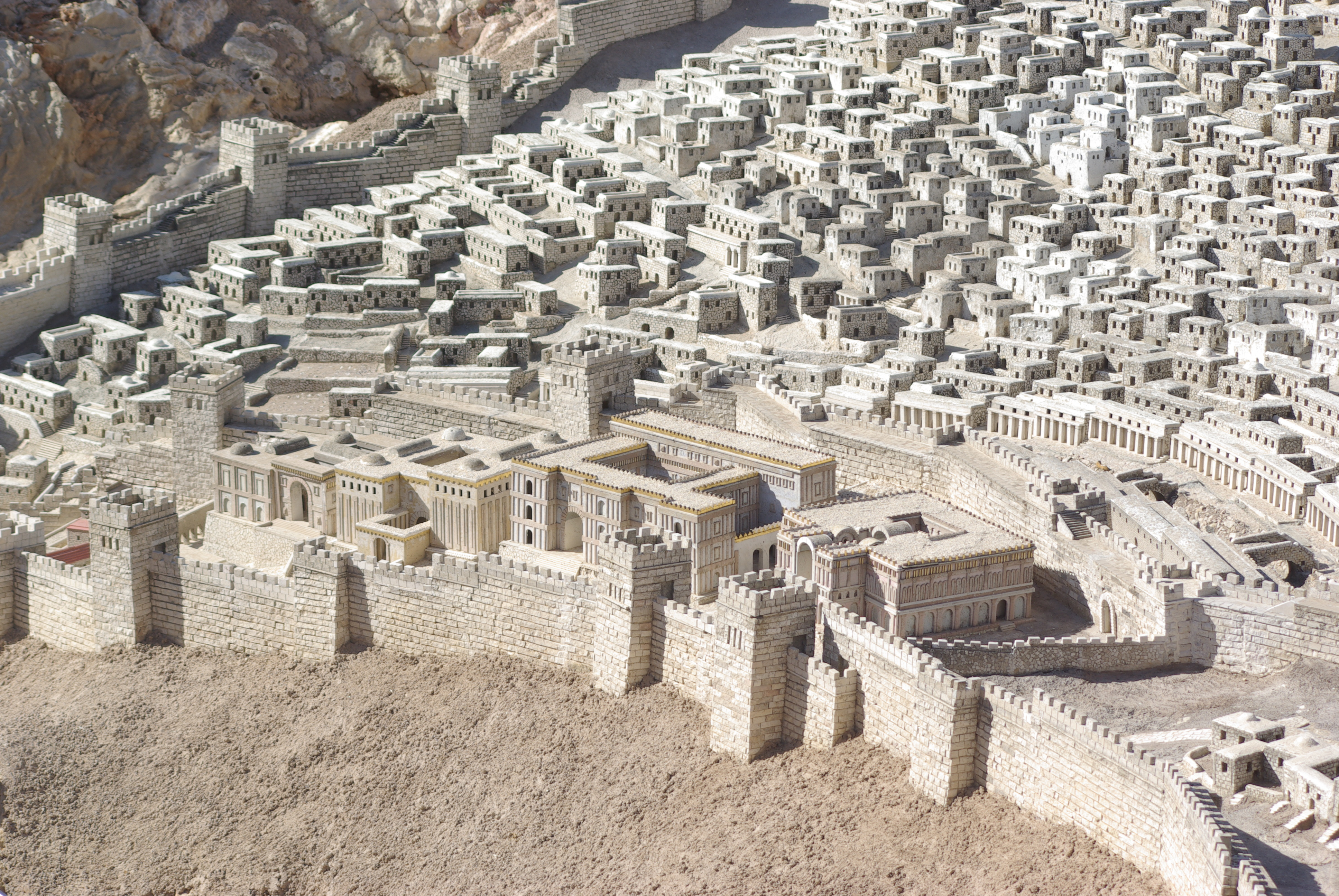
Reconstrucción de la ciudad de Jerusalén en la época de Jesús.

El concilio de Jerusalén y el incidente de Antioquía son datados entre los años 48-52. Sin embargo, algunos estudiosos (como Boismard y Lamouille) creen que la reunión en Jerusalén estaba descrita inicialmente en el «Documento petrino», y que fue el segundo editor de los Hechos de los Apóstoles quien la insertó en el «gesto de Pablo» (Hechos 15:5), para sugerir que Pablo estaba presente en la reunión. Ellos consideran que dicho encuentro tuvo lugar mucho antes: las preguntas planteadas durante esta asamblea habrían surgido de la disputa que siguió a la conversión de Cornelio (Hechos 11:2-3) y esta reunión inicialmente estaba descrita justo después del episodio en el que Pedro convierte a los «paganos» temerosos de Dios en Cesarea Marítima (Hechos 10:9). Este punto de vista señala que Bernabé y Pablo no estuvieron presentes en la reunión, contrariamente a lo que sugiere el texto de Hechos.
Mimouni postula que la reunión de Jerusalén y el conflicto de Antioquía «pueden considerarse como los dos primeros episodios conocidos de la larga saga de la oposición entre dos tendencias desarrollada dentro del movimiento de los discípulos de Jesús: una maximizando el alcance de la observancia de la Torá (con Santiago y Pedro como figuras principales) y la otra, el valor de la fe en el Mesías (esencialmente, con Pablo): las otras vicisitudes se han conservado en las epístolas paulina en Filipenses 2 y en 2 Corintios 10-13». Para él, Pablo informa de manera bastante detallada este conflicto en la epístola a los gálatas (54-55 d. C.).
En rigor, el conflicto de Antioquía no procedía de divergencias con la «teología paulina» (que parece desarrollarse posteriormente), sino de un fenómeno nuevo: la aparición de seguidores en el movimiento de Jesús provenientes directamente del paganismo, los «gentiles». Los problemas eran no solo la observancia de la Torá sino, en particular, la cuestión de la circuncisión (médicamente problemática para un adulto en ese momento), prohibida para un no judío dentro de la sociedad romana por ser considerada una mutilación.
Farmer describe la caracterización paulina de la delegación que visitó Antioquía como «bajo la influencia (si no el liderazgo directo) de Santiago», quien no los acompañó «debido a su preocupación por la cuestión de la ‹circuncisión›». Aun así, «Santiago es representado por Pablo como el patrocinador apostólico de esta delegación». Myllykoski considera que el incidente indica que Santiago rechazaba el compañerismo de mesa de creyentes judíos con gentiles, si bien aceptaba la misión gentil de Pablo. Concluye, citando a Pratscher, que «el incidente de Antioquía habla de la autoridad de Santiago: Pedro prefiere ser avergonzado antes que provocar a los que vienen de Santiago».
Las causas mismas del incidente son controversiales: Dunn sugiere que los creyentes gentiles de Antioquía observaban las leyes alimentarias básicas, pero esto no era suficiente para Santiago y la delegación que envió para averiguar qué estaba pasando; por el contrario, Easler señala que, para los judeocristianos liderados por Santiago, solo cabía elegir entre «el no compañerismo y el compañerismo después la circuncisión y la aceptación de la ley judía».

### El concilio de Jerusalén
En el concilio de Jerusalén se discutió sobre la observancia de la Torá por parte de los cristianos gentiles. Para Mimouni, «la cuestión de la circuncisión, en particular, es planteada por los fariseos que se han convertido en cristianos. Es examinada por los apóstoles y los ancianos (presbíteros) en presencia de la comunidad. Pedro lo resuelve, adoptando el siguiente principio: Dios purificó los corazones de los paganos mediante la creencia en el mesianismo de Jesús, por lo que no se debe seguir imponiéndoles el ‹yugo› de la Torá. Santiago acepta la proposición de Pedro».
Sin embargo, Santiago estaba preocupado por los problemas prácticos que surgirían en las «comunidades mixtas» de los «seguidores del Camino» (judeocristianos) y los «seguidores de Cristo» (cristianos gentiles). Para respetar la «pureza» obligatoria exigida por la ortopraxia judía, «los cristianos de origen judío no deben tener que temer la contaminación legal cuando se asocian con cristianos de origen politeísta. Por tanto, [Santiago] propone su decisión a la asamblea de la comunidad y le ordena que notifique por carta a los cristianos de origen pagano: deben observar un mínimo de preceptos, absteniéndose de las contaminaciones de la idolatría, la inmoralidad y la carne y la sangre ahogadas». En ese momento, «Santiago era el líder de la comunidad local, mientras que Pedro era el principal misionero entre los judíos y Pablo era el apóstol de los gentiles».
Myllykoski señala que Pablo se presentó ante «Santiago, Cefas y Juan» exponer el evangelio que proclamaba entre los gentiles. Pablo enfatizó que no obligaron a la circuncisión de Tito (que estaba con él), sino que «nada nuevo me comunicaron» y reconocieron «la gracia que me había sido dada». Farmer resalta el hecho de que Santiago es nombrado en primer lugar entre las columnas de la Iglesia («Santiago, Cefas y Juan»), lo que indica que «Pedro no era preeminente entre los líderes de la iglesia de Jerusalén, lo era Santiago».

### El último encuentro con Pablo
En Hechos de los Apóstoles, se informa que, durante su última estancia en Jerusalén, Pablo fue recibido por Santiago el Justo, el jefe de la comunidad, y los ancianos. Le informaron que, según los rumores, enseñaba a los judíos de la diáspora la «apostasía» contra Moisés, es decir, el abandono de las costumbres ancestrales y (en particular) de la circuncisión de sus hijos (Hechos 21:18 ss.). Santiago insiste a que Pablo se limpie ritualmente a sí mismo en el Templo para probar su fe y negar los rumores de la enseñanza de la rebelión contra la Torá, luego de citarle las cláusulas del «Decreto Apostólico» emitido para los cristianos de origen pagano, que Pablo no cumplió.
Un acalorado movimiento de protesta, levantado por los judíos de Asia, trae consigo al arresto de Pablo mientras se encuentra en el Templo. «Aparentemente, Santiago y los ancianos no hacen nada para ayudarlo a evitar su traslado a Cesarea y luego a Roma». Este incidente muestra un cierto endurecimiento del grupo de Santiago el Justo en materia de observancia, probablemente vinculado a la crisis provocada por los zelotes que conducirá, en el 66, a una revuelta armada de los judíos contra los romanos.

### La muerte de Santiago

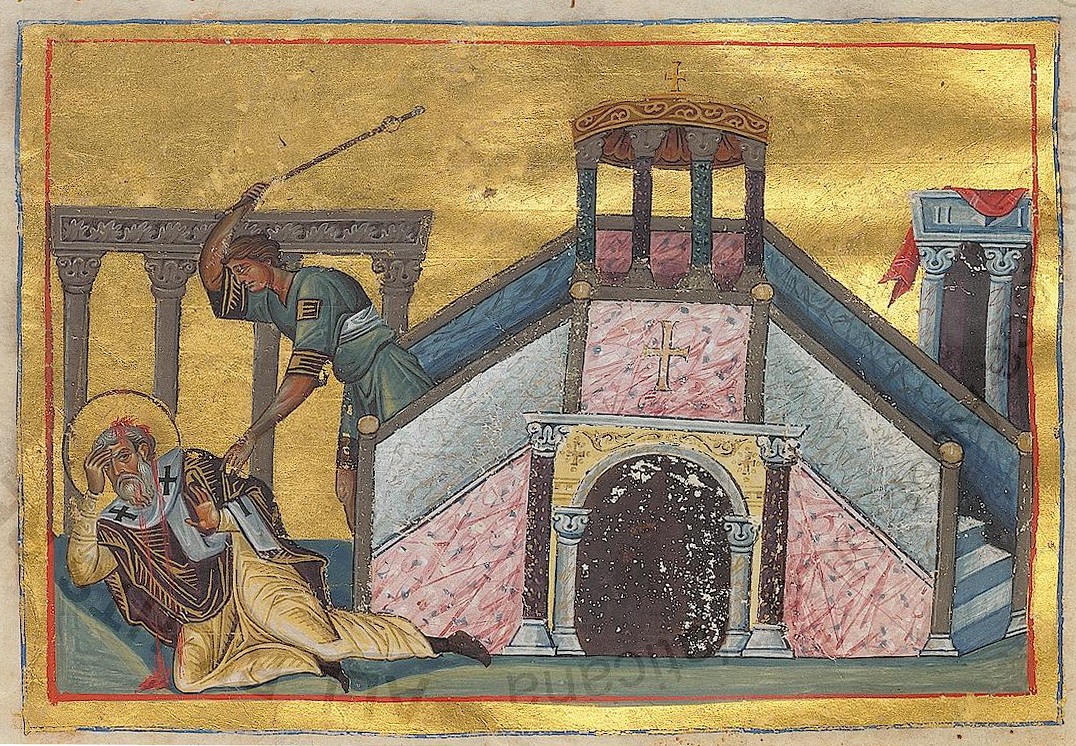
Martirio de Santiago el Justo en el Menologion de Basilio II, -XI.

Santiago fue condenado, arrojado desde el pináculo del Templo, apedreado y golpeado hasta la muerte en 62 d. C., a expensas de Ananías ben Ananías (hijo de Eleazar ben Ananías y cuñado de José ben Caifás) «durante el período de anarquía que reinaba en Jerusalén después de la muerte del procurador romano Festo (60-62) y antes de la llegada de su sucesor Albino (62-64)». Durante varios años, «Palestina se hundió inexorablemente en el caos y la anarquía».
El martirio de Santiago es mencionado por muchas fuentes cristianas, transmitidas por Eusebio de Cesarea o independientes de él. En opinión de Bernheim: «Es posible que Santiago, como autoridad suprema de la Iglesia, fuera responsabilizado por las transgresiones de la Ley de las que se acusaba a Pablo».
Mimouni señala que Ananías, que pertenecía a la corriente saducea, probablemente pensó en hacer un servicio a Roma reprimiendo a Santiago, porque debió haber sentido que estaba entonces bajo la influencia de los fanáticos; su iniciativa fue muy mal apreciada y le terminó con su destitución del cargo de sumo sacerdote por petición al nuevo procurador romano Albino, hecho que sucedió tan pronto como asumió el cargo. Por ello, Bernheim pregunta: «¿Quién era Santiago en la sociedad de Jerusalén?». Dado que su ejecución provocó la destitución de un sumo sacerdote tan poderoso como Ananías, perteneciente a una familia que tuvo entre sus miembros a 8 sumos sacerdotes en 60 años y que acababa de ser nombrado, eso significaría que Santiago era una figura importante, con poderosos aliados en Jerusalén.
Mimouni explica que «el asesinato de Santiago muestra, en todo caso, la influencia del movimiento nazareno (que designa a la Iglesia primitiva, en particular en Jerusalén) en este momento, y su percepción como un peligro por parte de las autoridades judías del Templo de Jerusalén, de obediencia saducea». Eisenman afirma que Agripa II aprovechó el vacío de poder causado por la muerte del procurador Festo, antes de la llegada de su reemplazo Albino, para destituir a José ben Simón y nombrar sumo sacerdote a Ananías ben Ananías. Inmediatamente arrestó a Santiago y algunos de su séquito. Concluye que probablemente Agripa «aprovechó la primera oportunidad después del asunto del muro del Templo para deshacerse de Ananías».

## Influencia en la Iglesia posterior
Dentro del cristianismo, Santiago ha gozado de una reputación considerable. Las tradiciones transmitidas por Hegesipo «subrayan la gran piedad de Santiago y su prominencia en la Iglesia primitiva», lo presenta como «santificado desde el vientre de su madre» y como un nazireo de por vida, cumpliendo las funciones de Sumo Sacerdote: pasó sus días en el lugar santísimo y en el Templo intercendiendo por su pueblo. Sin embargo, los críticos generalmente creen que estas descripciones edificantes no deben tomarse literalmente, mientras recuerdan «que a través de su madre María (prima de Elisabet y Zacarías), Santiago era, por consiguiente, de una familia sacerdotal». Asimismo, «la figura de Santiago ha sido interpretada de diversas formas, tanto por cristianos de origen judío como de origen pagano. Lo encontramos en los escritos nazarenos o ebionitas, pero también en los escritos gnósticos de Nag Hammadi, lo que muestra su uso polisémico».
Para el teólogo cristiano Burnett Hillman Streeter «es una de las ironías de la historia que su nombre no aparezca en el calendario de los santos de la Iglesia occidental, debido a su identificación errónea con Santiago el Menor». Pierre-Antoine Bernheim sostiene que surgen muchas preguntas cuando comparamos las fuentes antiguas que hablan de Santiago y lo que la tradición cristiana de hoy dice sobre él. Para él, la principal es: «¿Cómo explicar el olvido en el que cayó Santiago en la tradición cristiana?».
«Desconocido para el público en general, a veces confundido con el hijo de Zebedeo, el ‹hermano› del Señor, ciertamente no es ignorado por exégetas e historiadores», sean cristianos o no. Desde la segunda mitad del siglo XX, «Santiago y los judeocristianos despiertan un entusiasmo creciente en los círculos académicos». Esto forma es parte del movimiento que tiene como objetivo reflejar mejor la integración total de Jesús y el movimiento que creó en el judaísmo de su tiempo, como con los doce apóstoles, los setenta discípulos e incluso Pablo de Tarso.
La importancia de su obra es interpretada de diversas maneras dentro de las ramas del cristianismo. Los teólogos cristianos tradicionales mantienen que Santiago y Pablo sostenían las mismas creencias: los protestantes señalan que lo dicho por Santiago sobre las obras se refiere a las obras que Dios produce en los cristianos como prueba de conversión (como el mismo Pablo asume que las obras seguirán a la fe). Por otro lado, los católicos y ortodoxos afirman que Pablo no descarta la importancia de las obras (citando pasajes como Romanos 6 y 8), y que Santiago no se refería a las obras ceremoniales de la Torá (citando el hecho de que en el Concilio de Jerusalén, Santiago declaró que solo una pequeña porción de la Torá debería aplicarse a los gentiles conversos).
En el cristianismo oriental, Santiago a menudo lleva el título de Iákōbos Adelphotheos (en griego antiguo: Iάκωβος ο Αδελφόθεος): «Santiago, el hermano de Dios». La liturgia de Santiago, formada en la iglesia de Jerusalén en el siglo IV, utiliza ese epíteto y conmemora a su primer obispo el 26 de diciembre (originalmente el 25).

## Importancia histórica
Los historiadores modernos de las primeras iglesias cristianas tienden a colocar a Santiago en la tradición del cristianismo judío; mientras que Pablo enfatizaba la fe sobre la observancia de la ley mosaica. Se piensa que Santiago abrazó la posición opuesta. Un corpus comúnmente citado como prueba de ello son los Reconocimientos y las Homilías (la literatura clementina), versiones de los escritos se han fechado en una fecha tan temprana como el siglo II, donde Santiago aparece como una figura santa que es atacado por un enemigo no identificado que algunos críticos modernos piensan que pueda ser Pablo. Dunn propuso que Pedro fue el «hombre–puente» (es decir, el pontífice máximo) entre las dos otras «figuras líderes prominentes»: Pablo y Santiago el Justo.

## La controversia del osario

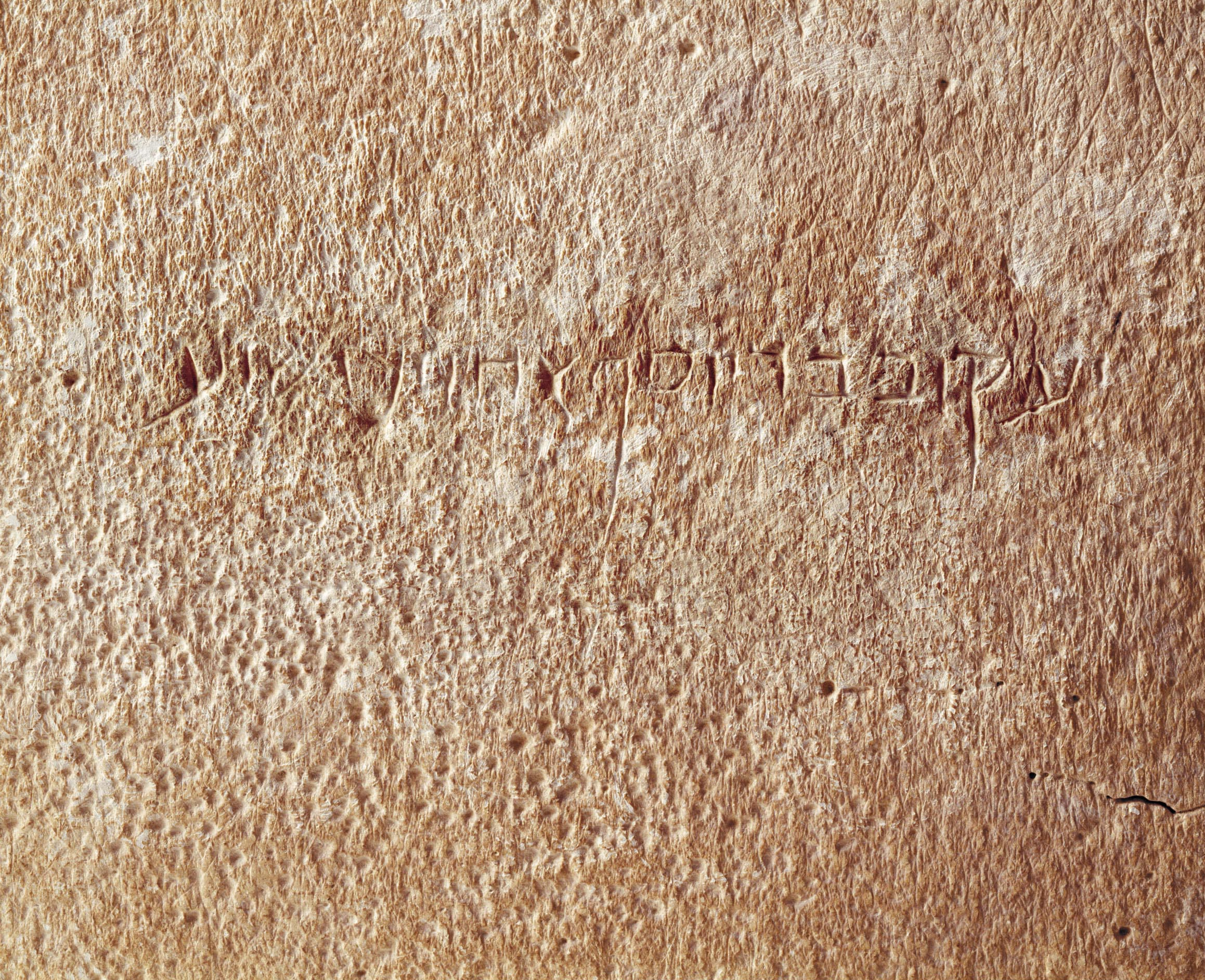
Primer plano de la inscripción en arameo: «Ya'akov bar Yosef achui d'Yeshua» («Santiago, hijo de José, hermano de Jesús»).

En 2002, André Lemaire publicó que había sido identificado un osario con la inscripción «Ya'akov bar Yosef achui d'Yeshua» («Santiago, hijo de José, hermano de Jesús»), perteneciente a un coleccionista, llamado Oded Golan. Sin embargo, en 2003, la Autoridad de Antigüedades de Israel publicó un informe concluyendo, basándose en un análisis de la pátina, que la inscripción era una falsificación moderna. Sin embargo, el documental Santiago, el hermano de Jesús (de Discovery Channel) mostró los resultados del examen de la pátina de la inscripción por el Museo Real de Ontario, que concluyó que no había «nada sospechoso» sobre el grabado. Golan publicó un documento de 34 páginas defendiendo la autenticidad.
En 2004, Golan fue acusado en un tribunal israelí, junto con otros tres hombres: Robert Deutsch (un experto en inscripciones de la Universidad de Haifa), el coleccionista Shlomo Cohen y el comerciante de antigüedades Faiz al-Amaleh. Todos ellos fueron denunciados por formar un presunto círculo de falsificación. Durante el allanamiento del departamento de Golan, se descubrió un taller con una serie de herramientas, materiales y «antigüedades» a medio terminar. Pese a ello, Golan fue absuelto en 2012 por los cargos de falsificación, aunque la absolución dictaminó que esto «no significa que la inscripción en el osario sea auténtica o que fue escrita hace 2.000 años» y «que no se ha demostrado en modo alguno que las palabras ‹hermano de Jesús› se refieran necesariamente al Jesús que aparece en los escritos cristianos».
En 2014, un estudio arqueométrico realizado por Amnon Rosenfeld, Howard R. Feldman, y Wolfgang E. Krumbein apoyó la afirmación de la autenticidad de los grabados. Concluyeron que la pátina en la superficie del osario coincidía con la de los grabados, y que los microfósiles en la inscripción parecían naturalmente depositados.

## Festividad
En la Iglesia católica, la fiesta conjunta de Santiago el Menor (identificado como Santiago el Justo) y Felipe el Apóstol era tradicionalmente observada el 1 de mayo, por el día de la dedicación de su basílica en Roma (hoy Basílica de los Santos Apóstoles). Actualmente, son celebrados el 3 de mayo.
En la Iglesia ortodoxa, Santiago es conmemorado como «el Apóstol Santiago el Justo, el hermano del Señor». Sus fiestas son el 23 de octubre, el 26 de diciembre, el siguiente domingo a la Natividad (junto con el rey David y José de Nazaret) y el 4 de enero (entre los Setenta Apóstoles).
En la Iglesia episcopal y la Iglesia luterana, Santiago, el hermano de Jesús y mártir es conmemorado el 23 de octubre.